# David Archuleta
 (août 2020).
Si vous disposez d'ouvrages ou d'articles de référence ou si vous connaissez des sites web de qualité traitant du thème abordé ici, merci de compléter l'article en donnant les références utiles à sa vérifiabilité et en les liant à la section « Notes et références ».
David James Archuleta, né le 28 décembre 1990 à Miami, est un chanteur américain originaire du Honduras. En mai 2008, il était finaliste de la 7e édition d'American Idol face à David Cook mais, avec 44 % des votes, il n'a pas remporté l'édition. Il fut tout de même le « runner-up » durant toute la saison. Son premier single est Crush, sorti en août 2008, extrait l'album éponyme sorti le 11 novembre 2008. Il fait la première partie de la tournée 2009 de Demi Lovato. Il chante dans la version espagnole de la chanson We Are the World 25 for Haiti : Somos el mundo por Haiti. En octobre 2010, le chanteur sort un second album, The Other Side of Down, dont le premier single extrait sera Something 'Bout Love. Bien que peu connu en Europe, David Archuleta est beaucoup apprécié dans certains pays asiatiques, comme les Philippines ou le Vietnam où il s'est par ailleurs produit sur scène.
Il a fait une apparition dans la série Hannah Montana et également dans la série iCarly.

## Biographie
David Archuleta est né le 28 décembre 1990 à Miami, Floride, de Lupe Marie (née Mayorga), une chanteuse et danseuse de musique salsa et Jeff Archuleta, un musicien de jazz. Sa mère est originaire du Honduras et son père est descendant de peuples Espagnol, Basque, Danois, Irlandais, Allemand et Iroquois,. Il parle un peu la langue  espagnole et aspire à l'améliorer. David Archuleta a quatre frères et sœurs. Sa famille déménage à Sandy (Utah) dans la banlieue de Salt Lake City quand il a six ans. Il vit à  Murray (Utah) quand il intègre la 'Murray High School'. Il est un formateur Boy Scouts.  Quand David Archuleta, membre de l'Église de Jésus-Christ des saints des derniers jours, a 21 ans, il se porte volontaire pour deux ans en tant que missionnaire à plein temps à Santiago, au Chili,. 
Archuleta est également diplômé de 'Barbizon Modeling and Acting School' à Salt Lake City.
David Archuleta commence à chanter à l'âge de six ans, inspiré par une vidéo sur Les Misérables . "Cette musique est le début de tout cela," a-t-il dit. Il a commencé à se produire en public à dix ans quand il a participé à la Utah Talent Competition, en chantant "I Will Always Love You" par Dolly Parton; il a reçu une ovation debout et a remporté la Catégorie Enfants.

## Discographie

### Albums Studio
| Année                                       | Album                                                                   | Meilleure position | Meilleure position | Meilleure position | Meilleure position | Meilleure position | Meilleure position | Vente & Certifications |
| Année                                       | Album                                                                   | US                 | AUS                | CAN                | All                | RU                 | FR                 | Vente & Certifications |
| ------------------------------------------- | ----------------------------------------------------------------------- | ------------------ | ------------------ | ------------------ | ------------------ | ------------------ | ------------------ | ---------------------- |
| 2008                                        | David Archuleta - Sortie: 11 novembre 2008 - Label: Jive/Zomba          | 2                  | —                  | 14                 | —                  | —                  | —                  | - Ventes US : 725,000+ |
| 2009                                        | Christmas from the Heart - Sortie: 13 octobre 2009 - sLabel: Jive/Zomba | 30                 | —                  | —                  | —                  | —                  | —                  | - Ventes US : 211,000  |
| 2010                                        | The Other Side of Down - Sortie: 5 octobre 2010 - Label: Jive           | 13                 | —                  | 68                 | —                  | —                  | —                  |                        |
| 2012                                        | Forevermore - Sortie: 26 mars 2012 - Label : Ivory Records              | —                  | —                  | —                  | —                  | —                  | —                  | - PARI: Or             |
| 2012                                        | Begin - Sortie: 7 août 2012 - Label : Highway Records                   | 28                 | —                  | —                  | —                  | —                  | —                  | - Ventes US : 14,000   |
| 2017                                        | Postcards in the Sky - Sortie: 20 octobre 2017 - Label : Archie Music   | —                  | —                  | —                  | —                  | —                  | —                  |                        |
| 2018                                        | Winter in the Air - Sortie: 2 novembre 2018 - Label : Archie Music      | 191                | —                  | —                  | —                  | —                  | —                  |                        |
| 2020                                        | Therapy Sessions - Sortie: 20 mai 2020 - Label : Archie Music           | —                  | —                  | —                  | —                  | —                  | —                  |                        |
| "—" pas de classement ou pas sortie encore. |                                                                         |                    |                    |                    |                    |                    |                    |                        |

### Singles
| Année                                | Single                                 | Meilleure position | Meilleure position | Meilleure position | Meilleure position | Meilleure position | Meilleure position | Album                    |
| Année                                | Single                                 | US Hot 100         | US Pop 100         | US Digital         | US AC              | US Adult           | CAN                | Album                    |
| ------------------------------------ | -------------------------------------- | ------------------ | ------------------ | ------------------ | ------------------ | ------------------ | ------------------ | ------------------------ |
| 2008                                 | Angels                                 | 89                 | —                  | —                  | —                  | —                  | —                  | David Archuleta          |
| 2008                                 | Crush                                  | 2                  | 12                 | 1                  | 3                  | 15                 | 7                  | David Archuleta          |
| 2009                                 | A Little Too Not Over You              | 114                | 68                 | —                  | —                  | —                  | —                  | David Archuleta          |
| 2009                                 | Works for Me                           | —                  | —                  | —                  | —                  | —                  | —                  | David Archuleta          |
| 2009                                 | Somebody Out There                     | —                  | —                  | —                  | —                  | —                  | —                  | David Archuleta          |
| 2009                                 | Touch My Hand                          | 102                | —                  | —                  | —                  | —                  | —                  | David Archuleta          |
| 2009                                 | Have Yourself a Merry Little Christmas | —                  | —                  | —                  | 24                 | —                  | —                  | Christmas From the Heart |
| 2010                                 | Something 'Bout Love                   | —                  | —                  | —                  | —                  | —                  | —                  | The Other Side Of Down   |
| — : pas classé ou pas sortie encore. |                                        |                    |                    |                    |                    |                    |                    |                          |

### Autre singles
| Année | Single                                                                              | Album            |
| ----- | ----------------------------------------------------------------------------------- | ---------------- |
| 2008  | Angels in the Alleyway (Merrick Christensen avec David Archuleta)                   | Fear vs. Faith   |
| 2008  | The Most Beautiful Part About This Is... (Merrick Christensen avec David Archuleta) | Fear vs. Faith   |
| 2009  | I Wanna Know You (Hannah Montana avec David Archuleta)                              | Hannah Montana 3 |

### Autre chansons
| Année                               | Single                               | Meilleure position | Meilleure position | Meilleure position | Album            |
| Année                               | Single                               | US Hot             | US Pop             | CAN                | Album            |
| ----------------------------------- | ------------------------------------ | ------------------ | ------------------ | ------------------ | ---------------- |
| 2008                                | Imagine                              | 36                 | 35                 | 31                 | d'American Idol  |
| 2008                                | Don't Let the Sun Go Down on Me      | 58                 | 41                 | 50                 | d'American Idol  |
| 2008                                | In this Moment                       | 60                 | —                  | 56                 | d'American Idol  |
| 2008                                | Longer                               | —                  | 97                 | —                  | d'American Idol  |
| 2009                                | I Wanna Know You (et Hannah Montana) | 74                 | --                 | --                 | Hannah Montana 3 |
| "—" pas classé ou pas encore sorti. |                                      |                    |                    |                    |                  |

## Vie privée
David Archuleta a annoncé faire partie de la communauté LGBT en juin 2021.